# Agence du renseignement secret
L'Agence du renseignement secret (Bureau of Secret Intelligence) est fondée en 1916. Elle dépend du département d'État des États-Unis. Elle est aussi connue sous les noms de Bureau de la sécurité (« SY »), de Service de la sécurité diplomatique, ou de « U-1 », un service discret lié au Service de l'information.
Il est difficile de se représenter le provincialisme des États-Unis en 1917 au moment d'entrer dans la Première Guerre mondiale. Non seulement son armée est vingt fois plus petite que celle de l'Allemagne, mais elle est de taille inférieure à celle des plus petits acteurs européens, y compris la Roumanie, la Bulgarie et le Portugal. En 1917, l’ensemble du personnel du Ministère des affaires étrangères à Washington pouvait s’installer dans un bâtiment de six étages (adjacent à la Maison-Blanche), et le partager avec le personnel de commandement des ministères de la Marine et de l’Armée de terre. 

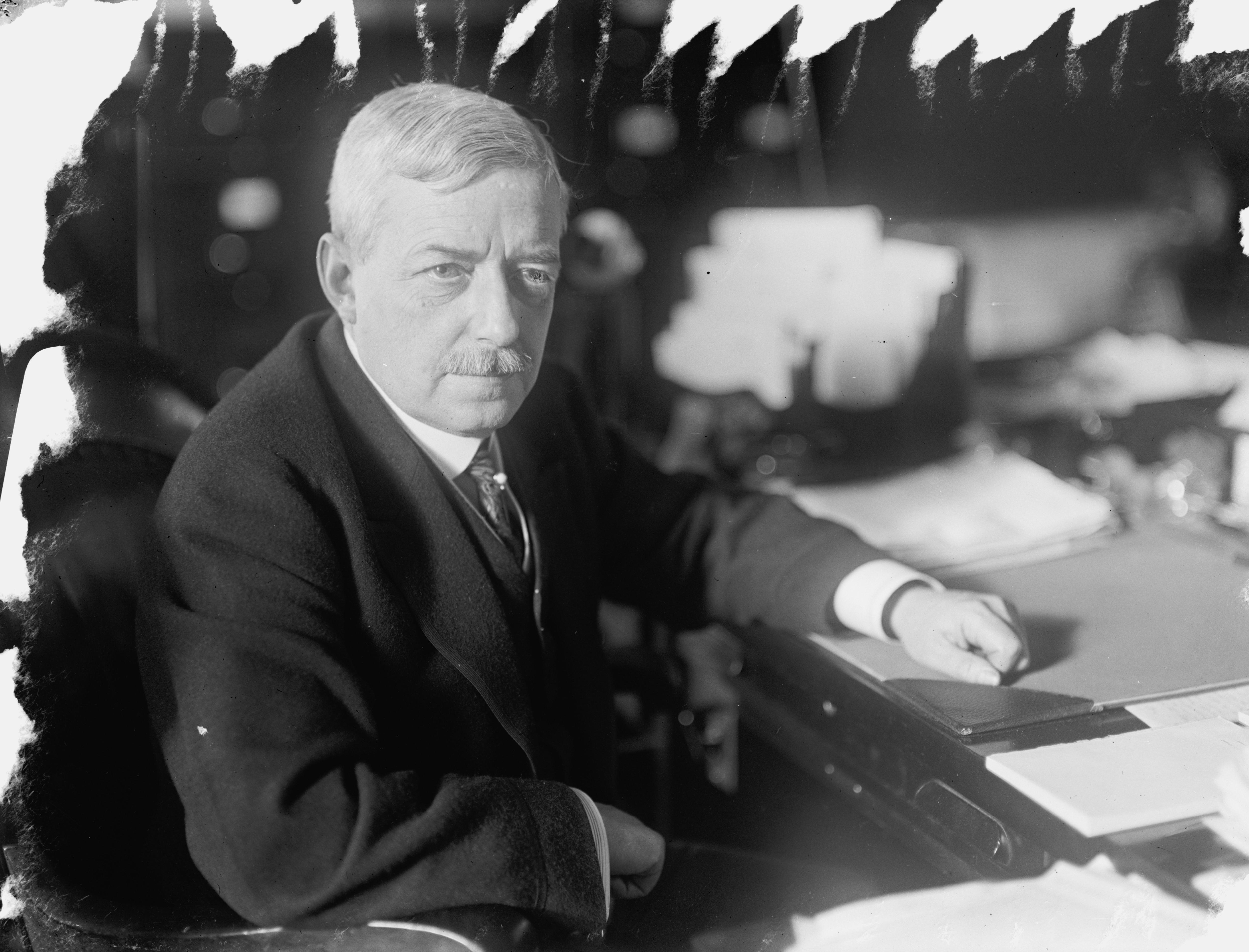
Robert Lansing, ministre américain des Affaires étrangères entre 1915 et 1920, créateur de l'Agence du renseignement secret

## Robert Lansing

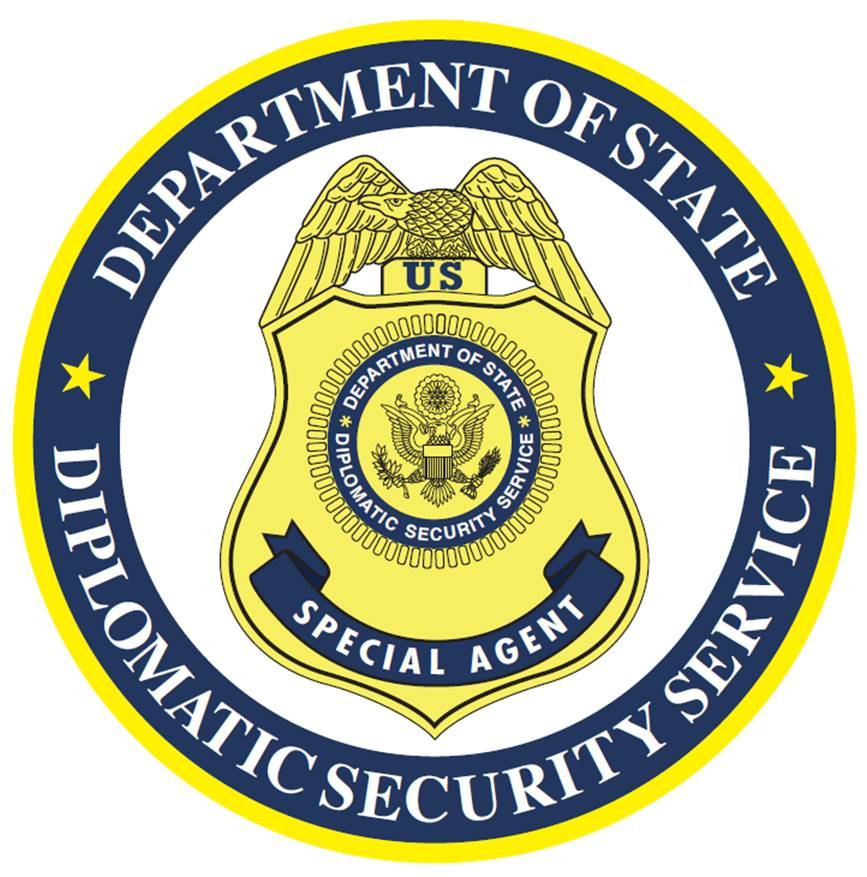
Blason du Service de la sécurité diplomatique, autre nom de l'Agence du renseignement secret

L'Agence du renseignement secret est née de la pratique du ministre des Affaires étrangères, Robert Lansing, d'utiliser les agents des services de renseignements militaires (Military Intelligence Division) et du Ministère des finances.   
Le président Wilson autorise Robert Lansing et à Frank Polk (en) de collecter de manière discrète et informelle des documents militaires et policiers au sein de l'Agence du renseignement secret (U-1) du Ministère. Les deux hommes choisissent Leland Harrison (en) « pour prendre en charge la collecte et l'examen de toutes les informations de nature secrète entrant dans le Ministère venant de n'importe quelle source, et pour diriger également le travail des agents spécialement employés à cette fin".
La nécessité de créer une agence inter-ministérielle vient de ce que le Ministre des Finances, William McAdoo, reconnait que les United States Secret Service, le Bureau of Investigation (futur FBI) et le Service d'inspection des postes "se croisent souvent en poursuivant les crimes et en menant des enquêtes" sur l'espionnage, la fraude et le sabotage, en particulier issus d'Allemagne et d'Autriche-Hongrie. 
En proposant la création de l'Agence du renseignement secret au président Wilson, Lansing lui affirme que, compte tenu des conséquences diplomatiques graves des faits constatés et des enquêtes, le Ministère devait surveiller la réaction et les actions des autres Ministères et services.  
L'Agence devait agir comme un centre d’échange d’informations. Le ministre Lansing comptait à ce que le ministère de la Justice, celui des Finances et le Service postal collaboreraient avec l'Agence du renseignement secret afin de recueillir des informations sur les activités des belligérants aux États-Unis. 
Dans ses mémoires, Robert Lansing reconnait que « Les “services secrets” du Ministère étaient une organisation à croissance lente pendant toute la période où le pays était neutre. Auparavant, le Ministère n'avait pas de “service secret”. Il est jugé nécessaire que le Ministère mène des enquêtes de caractère hautement confidentiel et, à cette fin, que quelques agents d’autres services soient détachés. Des agents étaient également employés dans les autres pays. ». 

Dirigés par un Agent principal spécial, également appelé Assistant spécial du Ministre, les agents travaillent à Washington et à New York. Ce groupe d’agents est parfois désigné sous le nom de Service de l'Agent principal spécial. 

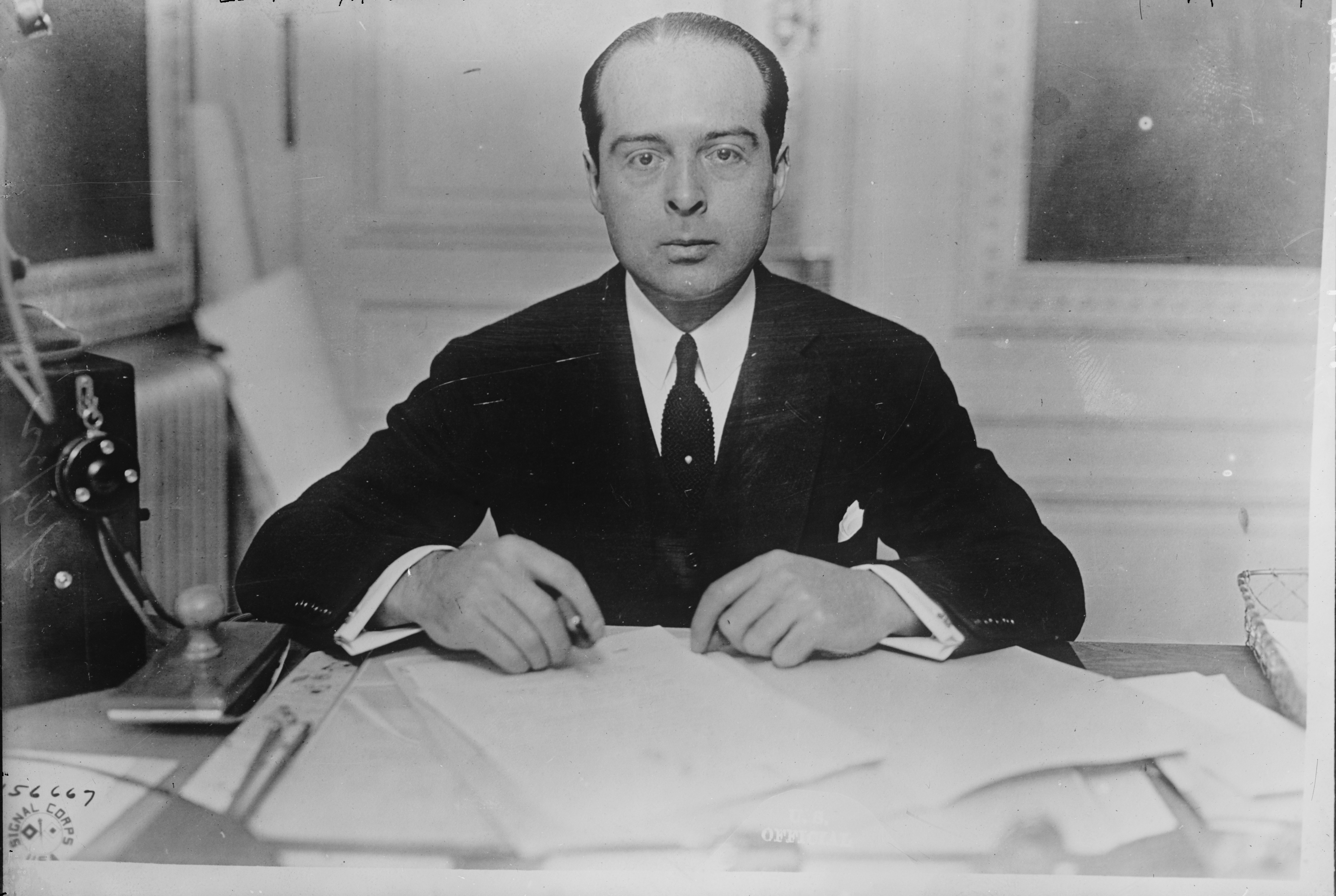
Leland Harrison, le premier directeur de l'Agence du renseignement secret

## Leland Harrison
Leland Harrison, âgé de trente-quatre ans, a un parcours quasi-aristocratique. Après avoir étudié à Eton et à Harvard, il rejoint le corps diplomatique américain et occupe plusieurs postes dans des missions américaines à l'étranger. Son ascension rapide connait son apogée lorsque le ministre Robert Lansing le fait venir à Washington en 1915. Il y acquiert rapidement la réputation d'être le lieutenant le plus fiable de Lansing. 
Lansing apprécie la discrétion de son subordonné : « Il était sans contredit l'homme le plus mystérieux et le plus secret que j'aie jamais connu… Il était presque un sphinx humain et, quand il parlait, sa voix était si basse que je devais faire un effort énorme pour saisir les mots. »
Avant l'entrée en guerre des États-Unis, Lansing œuvre pour créer un cabinet noir au sein de l'administration Wilson, afin de favoriser discrètement une intervention du côté de l'Entente. Des preuves d'une trahison allemande auraient permis une intervention américaine sans contestation. La création de l'Agence du renseignement secret devait permettre à ses agents spéciaux d'espionner les diplomates et les hommes d'affaires des pays européens résidant aux États-Unis, activité qui portait pourtant atteinte au vœu public d'impartialité de Wilson et qui aurait suscité la controverse dans le gouvernement si ça s'était su. Mais la discrétion fut totale. Lansing utilise des fonds discrétionnaires du ministère pour créer l'agence, qui fonctionne sans l'approbation ni même la connaissance du Parlement ou des membres du cabinet Wilson.  
Robert Lansing demande Leland Harrison de quitter le Service latino-américain et de prendre la responsabilité de cette agence extra-légale, chargé de superviser « la collecte et l'examen de toutes les informations de nature secrète. »

## William Yale
Harrison tombe sur un rapport sur la Syrie écrit par William Yale, qui propose que les États-Unis aient leur propre source de renseignements au Moyen-Orient. Cette entreprise échappe à la compétence des agences de renseignement nationales existantes; de plus, les États-Unis ne sont pas en guerre avec l'Empire ottoman. La solution consiste à intégrer Yale sous l'égide de l'Agence du renseignement secret; à cette fin, il est convoqué au département d'État début août [Quand ?]. On lui propose de retourner au Moyen-Orient en tant qu'« agent spécial » du ministère avec un salaire de 2 000 $ par an plus les frais. Sa mission est de surveiller et de signaler tout événement susceptible d'intéresser le gouvernement américain ou tout sujet d'intérêt pour Leland Harrison. Sans surprise, Yale accepte l'offre. Le 14 août, sous la signature du ministre Lansing, il est nommé agent spécial du ministère des Affaires étrangères pour le Moyen-Orient. Depuis le Caire, il envoie à Washington des dépêches hebdomadaires par la valise diplomatique de l'ambassade américaine, et elles sont acheminées à l'attention exclusive de Harrison.
Harrison téléphone à l'ambassadeur américain à Londres : « [Yale] nous tient au courant de la situation au Proche-Orient et, le cas échéant, est chargé d'enquêtes spécifiques. Les autorités britanniques le connaissent bien. Prière de le mettre en contact avec les autorités les plus appropriées. »
Malgré ces faiblesses, pour la majeure partie de la guerre, la mission de renseignement américaine au Moyen-Orient – une mission qui inclut l'analyse stratégique des champs de bataille et des courants politiques régionaux, l'interview des futurs chefs d'État et la collecte de renseignements secrets contre des gouvernements à la fois amis et hostiles – est menée par un seul homme, âgé de vingt-neuf ans, sans formation militaire, ni diplomatique ni en matière de renseignement. William Yale reconnait ses faiblesses : « Il me manquait une connaissance historique du fond des problèmes que j'étudiais. Je n'avais aucune philosophie de l'histoire, aucune méthode d'interprétation et très peu de compréhension de la nature fondamentale et de la fonction du système économique et social [local]. » Cela ne l'inquiète pas. Il croit, de même que ses compatriotes, que l’ignorance et le manque d’expérience peuvent conférer un avantage, pouvant servir de «source à l’originalité et à l’audace».